# عبدالعزیز بن متعب الرشید
عبدالعزیز بن متعب الرشید (عربی: عبد العزیز بن متعب الرشید) زاده ۱۸۷۰ درگذشته ۱۲ آوریل ۱۹۰۶، مشهور به ابن رشید، وی از سال ۱۸۹۷ تا ۱۹۰۶ امیر جبل شمر بود

## زندگی‌نامه
عبدالعزیز در سال ۱۸۷۰ متولد شد. وی فرزند سومین امیر رشیدی، متیب بن عبدالله بود و از جانب عمویش محمد بن عبدالله آل راشد پنجمین امیری که عبدالعزیز را وارث خودش نمود و بعد از آن به فرزندی آن را قبول نمود.